# Fayum-A-Kultur

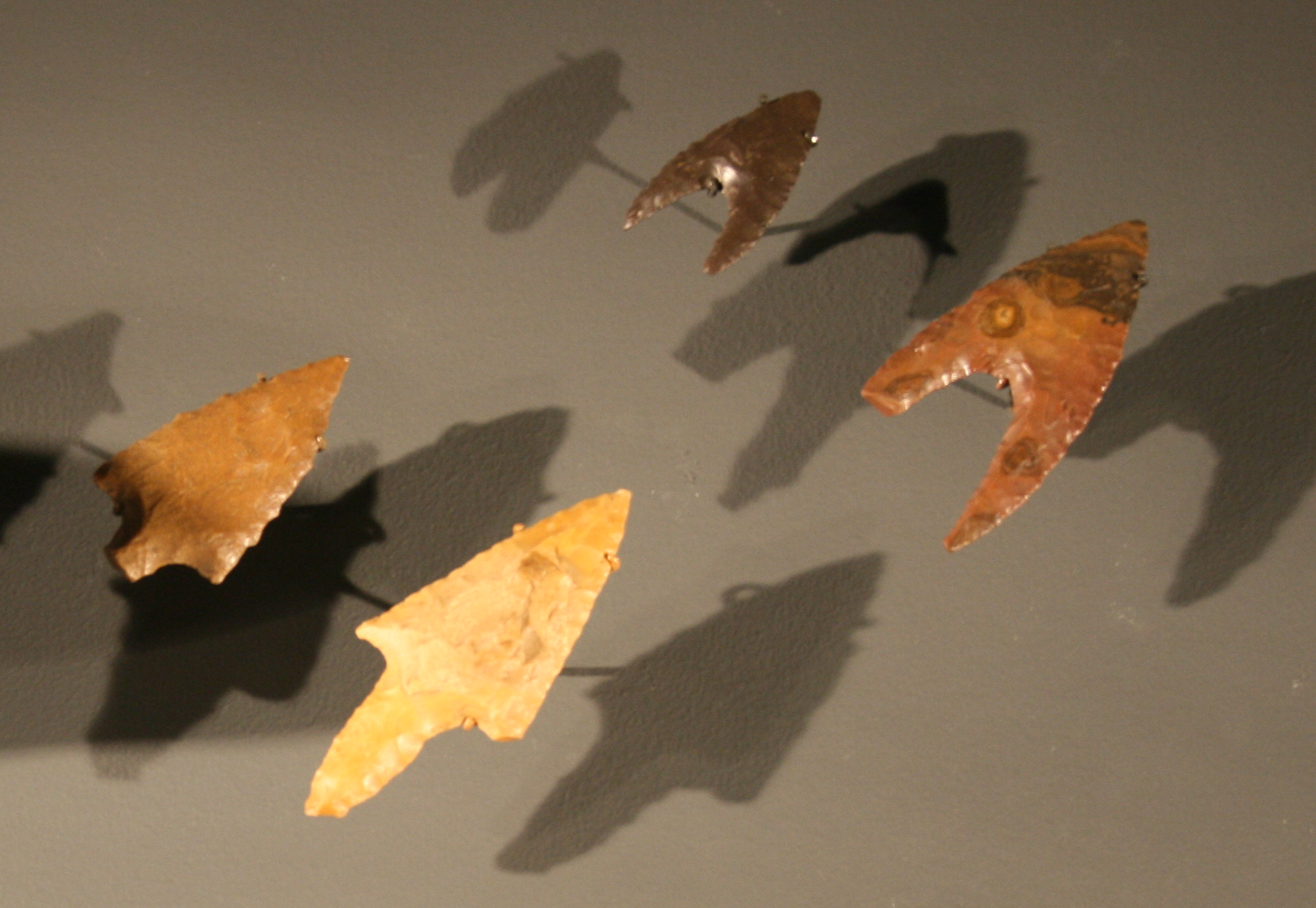
Fayum-A-Kultur, Pfeilspitzen

Die Fayum-A-Kultur (auch Fayumien genannt) ist eine typisch neolithische Kultur des prädynastischen Ägypten mit Jagd und Fischerei, Tierzucht, vereinzeltem Getreideanbau und Keramik.

## Fundorte
Sie leitet ihren Namen von dem Ort ab, an dem die ersten Hinterlassenschaften dieser Kultur gefunden wurden: das Fayyum-Becken, eine mit dem Niltal verbundene Oase 80 km südwestlich von Kairo, in deren Mitte der See Birket Qarun liegt. Rund um diesen See befinden sich die Fundplätze.

## Zeitliche Einordnung
Die Kultur, die dem Fayumien vorausgeht, wird als Qarunien (auch Fayum-B-Kultur) bezeichnet. Die erste Besiedlung im nördlichen Teil der Fayyum-Depression lässt sich etwa um 4.500 v. Chr. nachweisen. Sie fällt in eine Trockenphase, die bis etwa 4.000 v. Chr. anhält. Zu Beginn der 1. Hälfte des 4. Jahrtausends v. Chr. wurde das Klima der Wüste feuchter und es traten periodisch z. T. sehr heftige Niederschläge auf. Das Ende des Fayumien lässt sich auf etwa 3.500 v. Chr. festlegen. Ihr folgt das Moerien, eine Wüstenkultur, die ihre Einflüsse aus den sich langsam zu Wüsten entwickelnden Gebieten und aus den entstehenden Oasen bezog.

## Artefakte
Zur Herstellung von Artefakten benutzten die Menschen des Fayumien kleine Silexgerölle sowie Hornsteinfragmente, die sie an der Oberfläche zwischen See und Wüste auflasen. Größere Silexknollen und Hornsteinfragmente wurden zu Geräten mit beidseitiger Retusche und zu geglätteten Beilen verfertigt. Ihre Herkunft wird aus weiter entfernt gelegenen Gebieten, vermutlich nordöstlich der Fayum-Senke, angenommen. Die wichtigsten Werkzeuge lassen sich in vier Funktionsarten unterteilen: gekerbte Geräte, gezähnte Geräte, Schaber und retuschierte Abschläge. Viel seltener sind Bohrer, Stichel, Kratzer und Rückengeräte. Außerdem wurden beidseitig bearbeitete Gerätschaften gefunden, die auf ganz bestimmte und eindeutig definierbare Aufgaben hinzielen: Sicheln als Erntegeräte, Messer als Allzweckschneidegeräte und Pfeilspitzen zur Bewehrung. Im Übrigen gab es auch in Abschlagtechnik gefertigte geglättete Beile und Schlag- und Reibsteine.
Nach allem, was über diese Kultur bekannt ist, scheint die etwa 1.000 Jahre währende Entwicklung der Steingeräteindustrie des Fayumien nicht sehr fortschrittsstark gewesen zu sein. Die Unterschiede der Inventare ergeben sich aus den Funktionsbestimmungen der einzelnen Werkzeugarten.

## Keramik
An aufgefundenen Keramikformen sind kugelförmige und halbkugelige Terrinen, Gefäße mit S-förmigem Profil mit mehr oder weniger abgesondertem zylindrischem Hals, Terrinen mit erweitertem Mündungsrand, Pokale mit unterschiedlichen Proportionen, Terrinen mit abgesondertem Boden sowie flache Teller zu nennen.

## Beziehungen zu anderen Kulturen
Zwischen den Kulturgütern der Merimde- und der Fayum-A-Kultur gibt es verwandtschaftliche Beziehungen, insbesondere was die Steingeräteherstellung (z. B. bifazial retuschierte Silexgeräte) und die Keramik betrifft. Wie die Merimde-Kultur scheint auch das Fayumien seinen kulturellen Ursprung im Gebiet des Nahen Ostens zu haben. Besonders deutliche Spuren führen für das Fayumien in das Jordantal (Verbindungen zu dem dort beheimateten Jarmukien). Die ältesten Abschnitte des Fayumien können also aus einem nahöstlichen Neolithisierungstypus hergeleitet werden, durch dessen westliche Wanderung materielle Kultur, Wirtschaft und Bevölkerung nach Unterägypten und in die Fayum-Depression gelangt sind.

## Siedlungen
Es gibt große Siedlungen des Fayumien (wie die ausgegrabenen Kom W und Kom K) mit über 100 Feuerstellen. Diese großen Niederlassungen besitzen zahlreiche Vorratsgruben, was darauf hindeutet, dass sie über Getreidelager verfügten. Sie befanden sich an höher gelegenen, selbst für periodische Überschwemmungen des Sees unerreichbaren Stellen. All das deutet auf dauerhaft besiedelte und zugängliche Orte hin.
Daneben sind vereinzelt vorkommende Feuerstellen gefunden worden, was auf saisonale Besiedlung hindeutet, die mit bestimmten Funktionen verbunden waren, wie z. B. Jagdplätze und sogenannte killing sites („Zerlegungsplätze“). Größtenteils befanden sich ihre Fundstätten näher am See gelegen, ihre Hinterlassenschaften bestanden vor allem aus Konsumgüterresten wie Nilpferd, Rind, Schaf, Ziege, Wildtierreste, aber auch aus zahlreich vorhandenen Fischresten wie Buntbarsch und Raubwels. Aus den Funden ist ablesbar, dass Viehzucht dort eine relativ geringe Rolle spielte und die Jagd als Nahrungsreservoir eine geringere Bedeutung besaß; im Gegensatz dazu hatte der Fischfang einen ziemlich hohen Anteil. Jagd fand vor allem im küstennahen Bereich des Sees statt. Während also in den kleineren Lagerstätten dem Fischfang und der Jagd nachgegangen wurde, weideten auf den um den See herumliegenden Wiesen die Zuchttiere; auch Getreidekorn musste, wie vereinzelt vorgefundene Mahlsteine zeigen, an den See mitgeführt worden sein. All dies fand in Trockenperioden am See statt.
In der Feuchtezeit sammelte sich die Bevölkerung in den größeren Siedlungen, die höher am See gelegen waren. In dieser Zeit beschäftigten sich die Menschen mit dem Ackerbau, worauf zahlreiche Vorratslager, Überreste von Getreide und zahlreiche Erntegeräte und Mahl- und Reibsteine hinweisen. Ein weiteres wirtschaftliches Ziel dort war das Aufziehen und Halten von Zuchttieren (Schaf/Ziege, Rind, Schwein), wobei die Jagd nicht vernachlässigt wurde, jedoch von untergeordneter Bedeutung war.